# Naos (arquitectura)

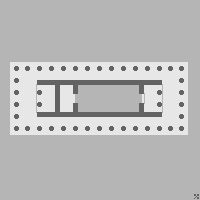
Planta de templo con la cela resaltada

Una  naos (del griego ναός "templo") o cela, en español (del latín cella "dormitorio", "oquedad", "celda"), es la cámara interior de un templo en la arquitectura clásica, o una tienda que mira hacia la calle en la arquitectura romana (véase domus). 

## Antiguo Egipto
| O21 |

| O21 |

| O18 |

| O18 |

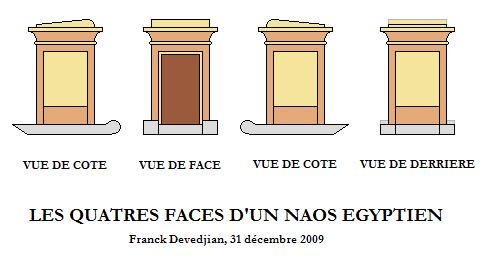
Las 4 caras de una naos egipcia.

En Egipto, todo faraón comenzaba su construcción divina por este lugar, después se construía el resto del monumento, lo que tiene lógica porque en esta sala reposaba el ka de la divinidad. 
Cada templo, generalmente, albergaba un naos, sala del elemento divino que alojaba una estatua o estatuillas, con la imagen de la deidad. El único hombre que podía entrar en 'contacto' con la deidad era el faraón.
También designa al propio tabernáculo, situado en esa estancia, que estaba dedicado a un dios, dotado de puertas, donde se albergaba la imagen de culto. Hasta el Imperio Medio se construían en madera, pasando desde entonces a ser construidos en piedra. No es hasta finales del Tercer Período Intermedio en adelante cuando se construyen naos monolíticos con extensos motivos decorativos.
Ya está representado desde la dinastía I de Egipto, donde el faraón Narmer aparece sentado en un naos en la cabeza de maza de Narmer.
En el periodo ptolemaico del Antiguo Egipto, la cela está oculta en el interior del sancta sanctorum del templo, en completa oscuridad, que simboliza el estado del universo antes del acto de la creación.

### Naóforos
Una estatua de una persona que porta un pequeño naos, como la estatua del supervisor ramésida del tesoro, Panehsy, se llama "naóforo". Los ejemplos más tempranos de este tipo de estatuas datan de la dinastía XVIII.

### En jeroglíficos y Pabellón del jubileo
En los jeroglíficos egipcios, existen dos versiones de naos, la más antigua arranca de la época del Imperio Antiguo y luego aparece una forma rectangular desde el Imperio Nuevo.
El pabellón del jubileo es una vista lateral del faraón sentado, con puntos de vista opuestos, llevando las dos coronas por separado, la corona del Sur, la corona blanca, y la corona del Norte (el delta del Nilo), la corona roja. El pabellón está compuesto por dos vistas laterales del jeroglífico de naos, Lista de Gardiner, O18.
Los primeros sellos del Imperio Antiguo de Egipto, por ejemplo, del faraón Den, representaban al faraón en una vista lateral, en su naos. Un ejemplo de la vista combinada de las dos coronas opuestas, es en el dintel de Sesostris II, de la dinastía XII, siglo XIX a. C. Muestra los tejados curvados del naos de cada mitad del jeroglífico pabellón.

## Antiguas Grecia y Roma

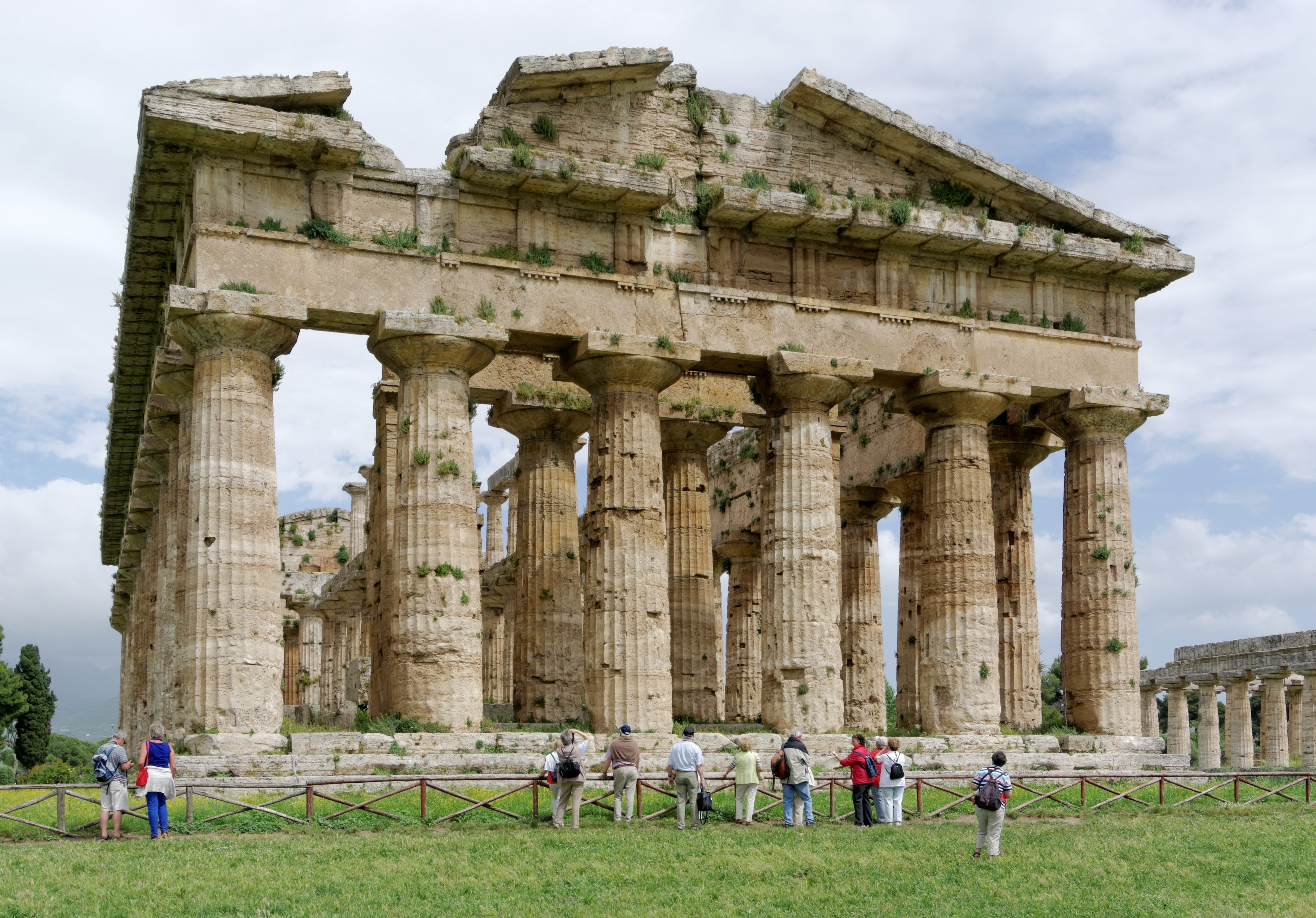
Templo de Apolo en Paestum con cela central

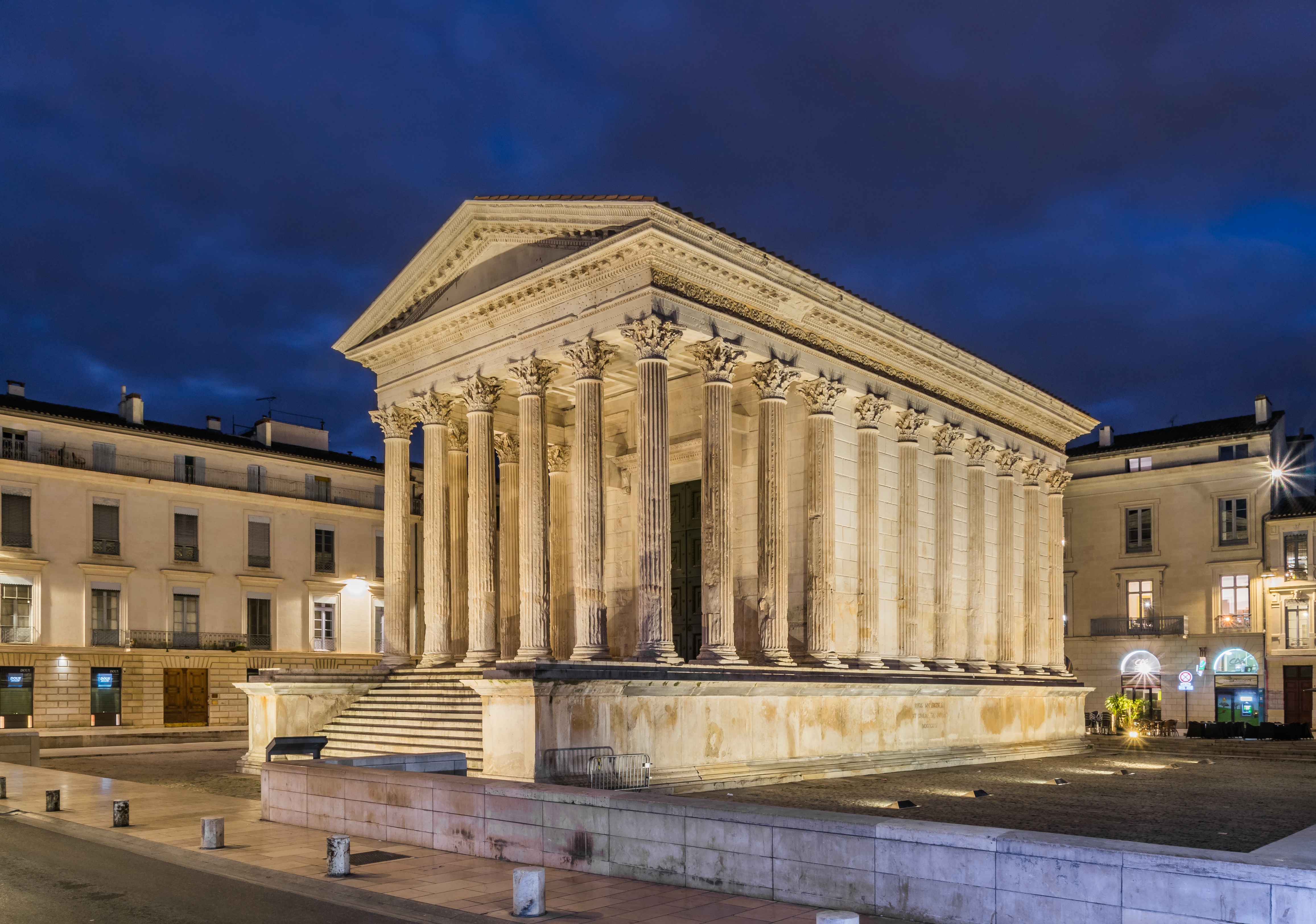
La Maison Carrée en Nimes con su cela detrás del pórtico hexástilo

En los templos griegos y romanos la cella es una habitación en el centro del edificio, que usualmente contiene la imagen del culto o estatua (execrada por los primeros cristianos como un "ídolo") y que representa a la deidad particular venerada en el templo. Además, la cela podía contener una mesa o plinto para recibir ofrendas votivas como las estatuas votivas, piedras preciosas y semipreciosas, cascos, lanzas y cabezas de flechas, y espadas. Las ofrendas acumuladas, hicieron de los templos griegos y romanos virtuales tesoros, y muchos de ellos fueron usados como tesoro público durante la Antigüedad clásica.
La cela es una estancia simple, rectangular y sin ventanas, con una puerta o entrada abierta en el frente de la columnata de la fachada del pórtico. En templos más grandes, la cela fue dividida por dos columnatas en una nave central, flanqueada por dos pasillos. La cela también podía contener un "ádyton", una área interior de acceso restringido al acceso por los sacerdotes - en religiones que tenían un clero consagrado - o por los guardias del templo.
Con pocas excepciones los edificios griegos eran de diseño períptero que situaba la cela en el centro de la planta, como el Partenón y el Templo de Apolo en Paestum.
Los romanos prefirieron edificios pseudoperípteros con un pórtico relegando la cela a la parte trasera..
El templo de Venus y Roma construido por Adriano en Roma tenía dos celas encerradas por un sencillo peristilo exterior.

## Templos etruscos
Según Vitruvio (Libro IV.7), los tipos de templos etruscos (como por ejemplo, en Portonaccio) tenían tres cellae, una al lado de la otra, con una fila doble de columnas en la fachada. Esto es una configuración completamente nueva, respecto a otras clases de construcciones encontradas en Etruria y en la parte tirrena de Italia, que tienen una celda con o sin columnas, parecida a Grecia y el Oriente.

## Bizancio
Durante el Imperio bizantino se continuó utilizando el naos. Por ejemplo, en la iglesia San Salvador de Chora en Constantinopla.

## Iglesias cristianas
Al principio del cristianismo y en la arquitectura bizantina, la cela es una zona en el centro de la iglesia reservada para realizar la liturgia. 
En los períodos posteriores una pequeña o una celda monacal también era llamada cela. 